# Zaselje (Vitez, BiH)
Zaselje je naseljeno mjesto u općini Vitez, Federacija Bosne i Hercegovine, BiH.

## Stanovništvo

### 1991.
Nacionalni sastav stanovništva 1991. godine, bio je sljedeći:
ukupno: 163
- Hrvati - 138
- Srbi - 23
- ostali, neopredijeljeni i nepoznato - 2

### 2013.
Nacionalni sastav stanovništva 2013. godine, bio je sljedeći:
ukupno: 71
- Hrvati - 67
- Srbi - 4